# Lamontville Golden Arrows Football Club
El Lamontville Golden Arrows Football Club és un club de futbol sud-africà de la ciutat de Durban.

## Història
El club va ser fundat el 1943, comprà la franquícia de Ntokozo el 1996.

## Palmarès
- National First Division (segona divisió):[1][2]

1999-00, 2014–15
- MTN 8:[3]

2009
- KZN Premier's Cup (pretemporada):

2011